# Comuna Mardarovka, Bârzula
Mardarovka (în ucraineană Мардаровка) este o comună în raionul Bârzula, regiunea Odesa, Ucraina, formată din satele Mardarovka (reședința), Perișori și Topîk.

## Demografie
Componența lingvistică a comunei Mardarovka
     Ucraineană (92,79%)
     Română (5,01%)
     Rusă (1,72%)
     Alte limbi (0,34%)
Conform recensământului din 2001, majoritatea populației comunei Mardarovka era vorbitoare de ucraineană (92,79%), existând în minoritate și vorbitori de română (5,01%) și rusă (1,72%).